# ياكوب بولاك
ياكوب بولاك (بالبولندية: Jakub Reys-Polak)‏ هو ملحن بولندي، ولد في 1540 في أوغوستوف في بولندا، وتوفي في 1605 في باريس في فرنسا.

## وصلات خارجية
- ياكوب بولاك على موقع ميوزك برينز (الإنجليزية)
- ياكوب بولاك على موقع ديسكوغز (الإنجليزية)
- ياكوب بولاك على موقع ديسكوغز (الإنجليزية)